# Gančani
Gančani so naselje v Občini Beltinci. Vas je nastala leta 1321, ime pa je dobila po eni izmed trdnjav v bližini, ki se je imenovala Ganacha. V madžarščini so se Gančani nekoč imenovali »lendavska rožna dolina«. Vas naj bi prvotno nastala ob reki Ledavi, severno od današnje lege. Reka naj bi poplavljala, zato so se odselili malo južneje (proti Beltincem).
V arhitekturi vaškega naselja so do šestdesetih let 20. stoletja prevladovali stegnjeni domovi in domovi na ključ, zgrajeni v lesu, ometani in pokriti s slamo, zgrajeni večinoma v 18. stoletju. Po letu 1970 se je vas začela močno spreminjati z novimi hišami zdomcev, zgrajenih po zgledih iz tujine.
V središču razpotegnjenega naselja stoji kapela v obliki cerkvice z zvonikom, posvečena Srcu Jezusovemu. V tej vasi je tudi tradicija za 1. maj, ko postavljajo mlaj, ki ga krajani imenujejo majoš. Majoš so prvič dvignili leto po tem, ko so se možje vrnili s front domov iz prve svetovne vojne. Prvo drevo je bila breza z malim vrhom. Čez leta se je drevo spreminjalo. Danes postavljajo deblo smreke ali bora, vrh smreke okrasijo z rožami iz krep papirja in na vrh pritrdijo slovensko zastavo.
V Gančanih so znani po zračnem streljanju, malem in velikem nogometu. Pri velikem igrišču je tribuna in pod njo velika dvorana ter strelišče. V dvorani potekajo razne prireditve. Vas je znana tudi po sodarjih, v sedemdesetih letih jih je bilo več kot dvajset. Danes v vasi deluje le še en sodar.
V Gančanih se je rodil pisatelj Márk Sziszeki (resnično ime Zsizsek Márk/Marko Žižek), ki je bil slovenskega rodu. V vasi je deloval Mikloš Lutar, učitelj in pisatelj, ki je napisal katoliški Katekizem v prekmurščini. V vasi je bil ustreljen Štefan Kovač - Marko, pravnik in komunist, ki je bil razglašen za narodnega heroja.
Leta 2024 je v Gančanih strmoglavilo letalo Cessna 172 Skyhawk, varianta M, registracija S5-DLM, letnik 1974, 3 osebe so umrle.